# 釈奠
釈奠（せきてん/しゃくてん/さくてん、釋奠）とは、孔子および儒教における先哲を先師・先聖として祀る儀式のこと。儒祭（じゅさい）、孔子祭（こうしまつり）とも。
本来は学問・教育において広く先聖（学問の体系を生み出した偉大な先哲）・先師（学問の発展に貢献した有道有徳な先哲）を祀る儀式を指した。中国において儒教が国教として扱われるようになると、儒教における孔子などを祀る祭祀のことを特に釈奠と呼ぶようになった。

## 概要
『礼記』「文王世子」篇には次の一文がある。「凡そ学にては、春は官其の先師に釈奠す、秋冬も亦たこのごとくす。凡そ始めて学を立つる者は、必ず先聖・先師に釈奠す。事を行ふに及びて、必ず幣を以てす。凡そ釈奠する者は、必ず合すること有るなり。国に故有れば即ち否ず。凡そ大合楽には、必ず遂に老を養ふ」とあり、学校では季節ごとに先師に供え物をして祀り、学生たちが歌舞と敬老の礼（賢者・長老の接待）を行うこと、新しく学校を設置する場合には先聖・先師に対して幣をもって祀ることなどが記されている。また、同篇には略式の釈菜の儀式の後には舞が省略され、一献の儀式が行われたことが記されている。これは正式な釈奠の場においては舞が行われるとともに、神と人がともに飲食を行うために宴会の席が設けられていたことを意味していると考えられている。こうした儀式は儒教に限らず古代中国の学問の場においては広く行われていた。また、学生の入学時にも釈奠が行われ（『礼記』月令篇）、この他にも臨時に行われる釈奠として年若い天子が入学する際（『呂氏春秋』）、大学始教の際（『礼記』学記篇）などが挙げられている。
なお、釈の「釈（釋）」も「奠」も本来は供え物を安置・並べるという意味である。特に「釈（釋）」は釈菜（せきさい・釋菜）を、「奠」を奠幣の意味に特定することがある。前者は疏菜を供えるもので、奠幣・奠饌・酒が供えられない略式の儀式としても行われた（『礼記』「月令」篇・仲春）。ただし、後には儀式としての釈菜と釈奠の区別は行われなくなり、今日では釈奠の形式を整えていても「釈菜」の名称を用いている例もある（多久聖廟など）。後者は幣（絹帛）を供えるものである。ただし、広義においては犠牲（羊・牛・豚など）を捧げる奠饌も含めて考えられる場合もある。

## 中国
儒教の師である孔子を祀る儀式としての釈奠の行事は、古い時代からあったと考えられている（『史記』によれば、孔子の没後に彼を慕う門人や魯国の人々が孔子の墓の周りに住んで講義や各種の礼を行ったとある）。具体的な記録として登場するのは、前漢の高祖の時代の紀元前195年に高祖が孔子の故郷である魯（曲阜）を訪れた際に太牢（牛・羊・豚の肉を捧げる重要な祭祀）の方式で孔子を祀ったことが見える。後漢の光武帝も建武5年（西暦29年）に魯を訪れた際に大司空に命じて孔子を祀らせている。以後、曲阜で孔子を祀るのが慣例とされた。具体的な手順を定めたものとしては、明帝の永平2年（59年）に郡県に対して学校において郷飲酒の礼を行って孔子を祀り、犠牲に犬を用いることを命じたとする『後漢書』礼儀志・上の記事が最初とされている。 魏の斉王芳の正始2年（241年）に太常を派遣して太牢の礼をもって都・洛陽の辟雍（太学の施設）に祀った。以後、天子自身、もしくはその名代である皇太子や皇族・高官が釈奠の礼に加わるようになる。特に年若い天子あるいは将来皇位を継ぐ皇太子が儒教の重要な儀式である釈奠に臨むことは、儒教を国家統治の理念としてきた中国王朝では重要視されていた。西晋の元康3年（293年）に国子学が設置された際に天子の入学が行われ、儀式（釈奠）が行われた（『南斉書』礼志）。続いて東晋の咸康元年（335年）、成帝が『詩経』を習得したことから同年の釈奠に自ら参加し、升平元年（357年）、穆帝が自ら釈奠に参加した上、『孝経』を講義した。南北朝時代の釈奠については『文選』に収められている顔延之の「皇太子釈奠会作詩」の中にその一端が描かれている。この詩に基づけば、釈奠に先だって釈奠の会場となる太学の正殿にて経典の講義及び論議が行われていたこと、釈奠の後に宮殿内で天子主催の宴会が開かれていたことなどが知ることができ、講義→釈奠→宴会が釈奠の儀式の一連の流れを作っていたと考えられている。北斉に春秋の二仲制春秋二仲（すなわち、春と秋の真中の月である2月と8月に開催する）が確立されて釈奠の形式がほぼ完成したが、祭祀の対象である先聖と先師が誰に相当するのか、孔子をどちらに位置付けるのかについて議論があり、先聖を周公・先師を孔子とする説と先聖を孔子・先師を顔回とする説があり、王朝によってその対象は異なっていた。唐が成立すると、国子監に孔子廟を建てただけでなく、州県にも学校を建てさせて釈奠を行わせた。また、永徽令では先聖を周公とする説を採ったが、開元令では孔子を先聖・顔回を先師とする説が採用されて定制になった。また、同令施行直後には李元瓘の上奏によって孔門十哲を先師に準じて祀り、更に孔子の七十二弟子、先儒二十二賢をも祀った。なお、唐の釈奠として特筆される点として「斉太公釈奠」と呼ばれる斉太公（呂尚）など兵学に関する先聖・先師を祀る釈奠が別箇に存在したことが知られている（『唐令拾遺』）。宋に入ると、十哲に含まれていなかった曾子・子思・孟子が先師として従祀されるようになる。更に時代が下ると宋儒など後世の優れた儒学者も従祀の対象となった。元においても元儒の従祀追加が行われている。
明の洪武14年（1380年）に釈奠の場において孔子像を祀ることを廃し、嘉靖9年（1530年）に孔子を「至聖先師」に改めるなどの変革が何度か行われた。清は孔子像を復活させるとともに、唐以来の釈奠の形式を再興した。清末から中華民国前期にかけての政治的混乱期にも釈奠が継続されたが、軍閥間の衝突や日中戦争及び国共内戦、中華人民共和国の成立、文化大革命などによって衰退した。

## 韓国
大韓民国では、5月と9月の2回、成均館大学校内の大成殿と各地にある234の郷校で「釈奠大祭」（석전대제）が行われる。釈奠大祭は1986年に大韓民国指定重要無形文化財第85号に指定された。2011年にはユネスコ無形文化遺産の候補として推薦したが、充分な資料が不足しているとして現在のところ認められていない。

## 日本

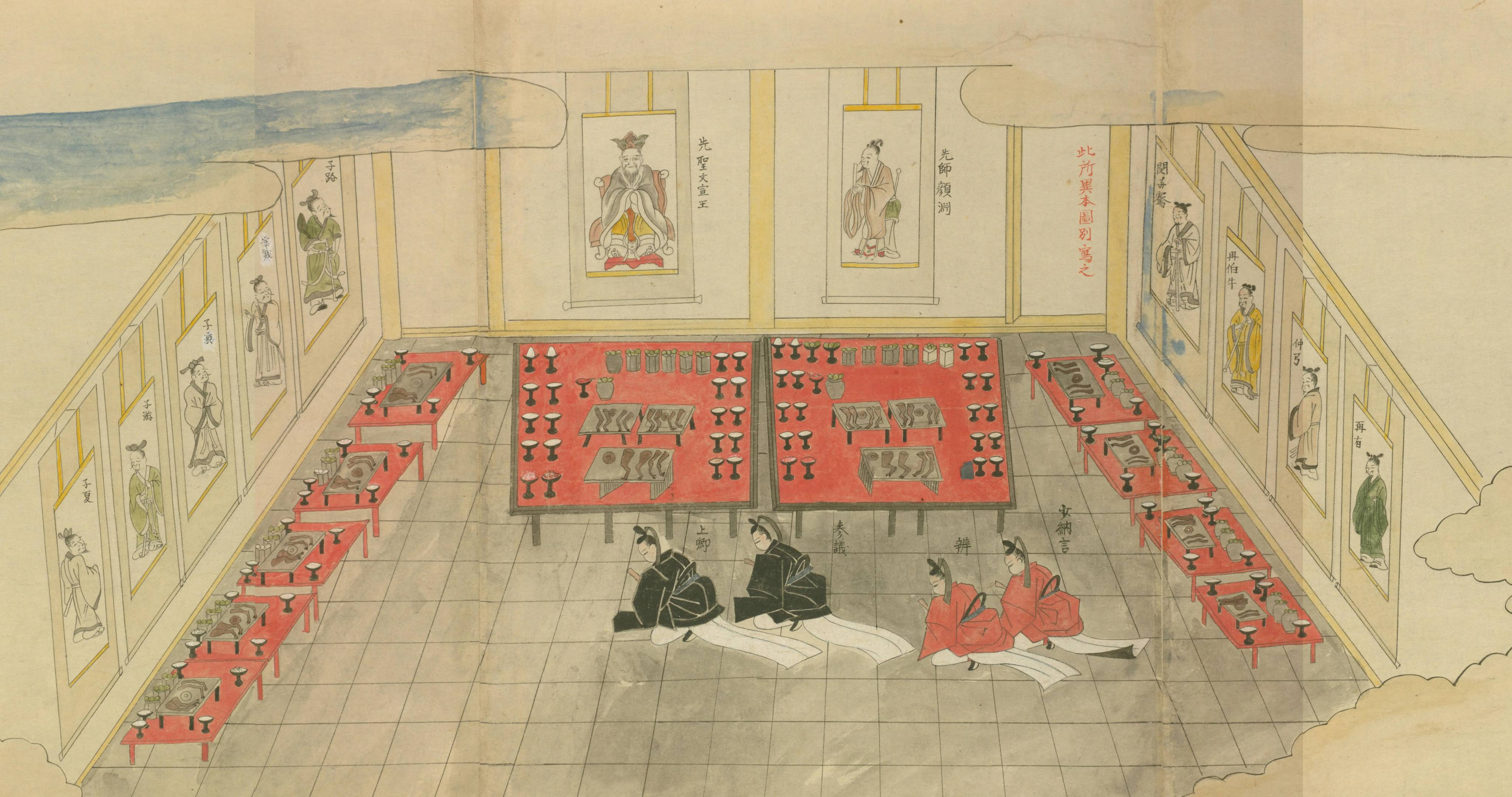
日本における釈奠（『釈奠図』）

### 歴史

#### 古代
日本における釈奠に関する最初の記録は大宝元年2月14日（701年3月27日）のことである（『続日本紀』）。大宝律令学令に大学寮及び国学において、毎年春秋二仲（すなわち、春と秋の真中の月である2月と8月）の上丁の日（上旬の丁の日（十干））に先聖孔宣父（孔子）を釈奠する事が規定された。この規定に基づき大学寮では毎年釈奠が開催されるようになり、国学においても天平8年（736年）には行われていた記録がある（同年の『薩摩国正税帳』に釈奠に関する支出記事がある）。なお、『弘仁式』と『延喜式』において釈奠に関する次第や様々な規定が記されている。弘仁式のそれについては明らかではない部分も多いが中央における釈奠に関する規定しか定められていなかったこと（『日本三代実録』貞観2年12月8日条）、延喜式の規定が唐の開元礼を範として規定されていたことが知られている。
当初は、学令の規定に祭祀対象を先聖＝孔子のみとしたように、中国の制度を表面上なぞっただけのものに過ぎず、釈奠そのものが大宝元年の次に確認されるのは慶雲2年（705年）に大学助藤原武智麻呂の主導によって開かれたとされているものである（『藤氏家伝』）。その後、養老4年（720年）になって釈奠用の器の新造が行われている（『続日本紀』）。
天平7年（735年）、唐から帰国した吉備真備が唐礼130巻を持ち帰っており（『続日本紀』）、宝亀6年の真備の薨伝には「大学の釈奠、その儀備わらず……器物始めて修める」と、真備が器や儀式を整備したとしている。『続日本紀』天平20年の記事に「釈奠の服器と儀式を改定す」とある。なお、前述の薩摩国正税帳により孔子だけではなく、顔回も祀られていることが確認できるのだが、前年に真備が持ち帰った唐礼は周公を祀るとされた『顕慶(永徽)礼』と想像され、かつ同時期の他の諸国正税帳には釈奠に関する支出記事はまったく見られず、薩摩国だけの特異なものだった可能性が強い。いずれにせよ、真備の行った整備の内容については不明な点も多い。なお、日本の歴史上唯一、天皇の親臨が確認できる神護景雲元年2月7日（767年3月11日）の釈奠が、吉備真備が右大臣に任命された後に行われた最初の釈奠であったことも注目される。なお、『延喜式』における釈奠は『開元礼』に準じて規定されていることが知られている。また、『延喜式』の釈奠関係規定は大学寮式の範疇には留まらず、宮内省の贄殿が釈奠用の魚介類や海藻類を、大炊寮は各種の米穀を、内膳司は野菜類を、造酒司は酒を、主殿寮は油や松明を釈奠のために支給し、大膳職は釈奠用の調理を行う専門の職員を1名置くことが定められていた。
平安時代の儀式書によれば、次第に簡略化されていくとともに日本独自の様式に変容していく。すなわち、寛仁期に晴儀で行われたのを除いて、雨儀（略式）で行われた（『江家次第』）。弘仁期に成立した内論義の慣習、承和期に始まる七経輪転講書及びその後の複数回に分かれた宴座は日本独自のものである。また、これとは別の問題として、穢れや不殺生戒という神道や仏教に由来する観念によって、釈奠の場において動物を犠牲として捧げるという考えがなかなか受容されなかったことも知られている。日本でも中国と同様に釈奠において動物の肉を捧げることが基本とされてはいたものの、前述の薩摩国正税帳によれば肉の代替として脯・鰒などの魚介類が用いられ、国忌や祈年祭との重複が忌まれてこれらと日程が重複する場合には釈奠が中止されたこと（『日本紀略』弘仁11年2月丁丑条）、唐の『開元礼』に記された「毛血豆」の儀式（犠牲として捧げた動物を割いた時に生じた獣毛や血を豆（とう）と呼ばれる器に載せて捧げる）が日本の『延喜式』では除かれていることなどが挙げられる。その一方で仁和元年（885年）には大学寮の申請に基づいて釈奠で用いる三牲（大鹿・小鹿・豕）に関する規則を定めて、止むを得ない場合には鮒鯉による代替を認めるもののあくまでも三牲は揃えるべきものと定め、神事との兼ね合いが無い限りは11世紀に入ってもこの規則は守られた。三牲が廃されたのは12世紀前期、嘉承2年（1107年）に伊勢神宮の慣例に倣って鹿の死骸を穢と定めたこと（『中右記』嘉承2年5月19日条）、これに続いて天永3年（1112年）に猪の死骸も鹿に准じるとされた際に中原師遠が釈奠に参加をするのは穢にあたるのではないか、と指摘したこと（『中右記』天永3年2月4日条）が関係していると考えられている。記録によれば、大治2年（1127年）8月10日に殺生禁断を理由に釈奠での牲を止められた（『百錬抄』）を機に行われなくなった。なお、『古今著聞集』（巻第1、神祇第一、12「或人の夢に依りて大学寮の廟供に猪鹿を供へざる事」）によれば、ある人の夢に孔子が現れて「日本では伊勢大神宮への礼に従って穢食を供すべからず」と告げたとする説話が載せられている。それ以外にも天皇や有力者の服喪や宮中における穢の発生などを理由として釈奠が延期されたり、釈奠後の宴が取りやめられる措置が取られることもあった。
そして、日本の釈奠に関して特筆すべきは、中国においてはしばしば行われていた皇帝による釈奠親臨が、日本の天皇に関しては神護景雲元年しか知られていないこと、これに準じるものとされた皇太子の参加も 恒貞親王（仁明天皇の皇太子）が親しく釈奠に臨んだこと（『恒貞親王伝』）以外には確認できない。『延喜式』には『開元礼』に基づいて皇太子が参加を想定して規定が定められているものの、『開元礼』の釈奠における皇太子は主催者であり学生の一人として講読を行うことが想定されていたのに対して、『延喜式』の釈奠における皇太子は他の参加者からは超越した立場に立つ賓客であった（代わりに上卿が主催する）。そして、平安時代以後において釈奠翌日に内裏にて開かれた内論義の慣習自体が儒教思想と相反する側面を有していた。それは、儒教においては天子と雖も師に対しては北面（臣下の礼）を取り（『礼記』学記篇・『呂氏春秋』孟夏紀勧学篇）、釈奠の儀式もそれを前提にして行われたのに対して、日本の天皇は天子が北面する釈奠への参加を事実上拒否して、内論義という形で学者たちを召還することで南面（主君の礼）を取り続けたのであった。これは律令法を超越する存在とされていた日本の天皇の中国皇帝とは違った立場に由来すると考えられている。

#### 中世
釈奠の簡略化・日本化が進むとともに、釈奠そのものは儒教祭祀としての色合いを薄め、公家政権における文芸・学芸にまつわる重要な公事の1つとして定着をみた。安元3年（1177年）の太郎焼亡において大学寮が焼けた際には煙の中から釈奠に必要な孔子の御影だけは運び出したほど重んじられた。同火災で大学寮が事実上消滅した後も場所を移して続けられ、藤原定家も『釈奠次第』を著して釈奠における儀礼・作法を書き残している。中世に入ると多くの朝儀が廃絶していく中で、釈奠は南北朝の混乱期に一時的な中断を挟みながらも、15世紀の応仁の乱の頃まで継続されていた。その後も、地方においては足利学校や九州の菊池氏の聖堂などで独自に釈奠が行われた他、公家社会でも三条西実隆などが釈奠の代わりとなる詩会を開いており、釈奠の伝統が完全に途絶えた訳ではなかった。

#### 近世
江戸時代に入ると、徳川将軍家の朱子学重視政策によって林家主導の下で復興されることになった。寛永9年（1632年）、尾張藩の支援を受けた林道春によって江戸の上野忍岡にある林家私邸中に先聖殿（忍岡聖堂）が建設され、翌寛永10年（1633年）2月10日に初めての釈奠が実施された。当初は林家の私的行事としての位置づけであったが、同年10月には将軍徳川家光の忍岡訪問を受けて以後、江戸幕府によって先聖殿の補修費用が出されることとなった。寛永12年（1635年）には林道春によって釈奠における講経が復興され、万治2年（1659年）には林春斎によって春秋2回の釈奠が行われるようになり、寛文4年（1664年）には同じく林春斎によって釈奠における奏楽が復興された。寛文10年（1670年）には林春斎が幕命によって編纂していた『本朝通鑑』が完成し、同年8月にはその報告を兼ねた大規模な釈奠が実施された。この時の釈奠が以後の林家における釈奠の作法として確立され、春斎はこの時の次第を元に『庚戌釈菜記』を著した。次の寛文11年（1671年）2月の釈奠では父である大老酒井忠清の命を受けた厩橋藩世子酒井忠明が参観し、以後、幕閣を含めた大名の子弟が釈奠を参観する風潮が現れるようになった。それは地方の藩校における釈奠実施の普及にも影響を与えたとされている。
延宝8年（1680年）に将軍に就いた徳川綱吉は儒学を愛好して、忍岡聖堂を度々訪れた。元禄元年（1688年）2月の釈奠には綱吉が釈奠に使う供物を献官（主宰者）である林鳳岡に贈り、また尾張藩主導で建設された忍岡聖堂に代わる幕府主導による新しい聖堂の建設を申し出た。元禄4年（1691年）、2月に新たな湯島聖堂が完成し、直後の2月11日新しい聖堂において幕府が主催する初めての釈奠が行われた。しかも、この時には将軍綱吉が老中・側近などを引き連れて参列し、釈奠後の経書の講読を自らの手で行った。更にその場において釈奠などの湯島聖堂での祭祀の経費として1000石を寄進し、更に火災等に備えて聖堂火消役の設置を決めた。翌年2月の釈奠にも綱吉は参列して『論語』学而編を講義している。綱吉の釈奠参列はこの時限りであったが、以後ほぼ毎年1回のペースで聖堂に参詣して諸大名や林家の学生などを対象に講読を行ったりしている。綱吉は諸大名に対して積極的に自己の湯島聖堂参詣や春秋の釈奠に参加させ、儒学重視の風潮を諸国にも広めようとしたのである。
ところが、宝永6年（1706年）に綱吉が死去すると、湯島聖堂の釈奠も大きな影響を受けることになる。新将軍徳川家宣の側近であった儒学者新井白石は、日本古来からの釈奠に明などの歴代中国王朝の釈奠作法を持ちこんで作り上げられた林家の釈奠作法に批判的であった。これまでの釈奠のやり方にも批判を加えて『釈奠儀注』と呼ばれる著作を家宣に提出し、翌年8月4日の釈奠に家宣が参列した時には全てこの同書の説に従って釈奠が行われ、林家の作法を完全に否定されて参列のみを許された林鳳岡は面目を失った。白石による釈奠改革は徳川吉宗の将軍就任に伴う失脚によって撤回されたが、享保7年（1722年）2月6日には吉宗が直々に林鳳岡に対して釈奠の豪華ぶりを批判して今後は規模を縮小し、先に綱吉が寄進した1000石で全ての祭祀を賄うように命じたのである。吉宗は新井白石のように釈奠の作法を非難することは無かったものの、実学重視の観点から釈奠のような儒教祭祀の意義を認めていなかったのである。加えて、林鳳岡の没後林家当主の早世が相次ぎ、その喪中や徳川将軍家での不幸、火災に伴う湯島聖堂の破損などで釈奠が度々中止され、儒学そのものの衰退も重なり、湯島聖堂の廃止論すら出てくる状況となった（『甲子夜話』）。
松平定信が寛政の改革を行うと、改めて朱子学が「正学」として位置づけられ、その復興を図るために寛政異学の禁を出し、続いて幕府による朱子学教育組織の中核として荒廃した湯島聖堂の再建と組織改革が意図されるようになった。折しも寛政5年（1793年）に定信の方針に懐疑的であった林家当主信敬が急逝して家系が断絶すると、その養子縁組に関与し、更に慣例であった喪中による中止を認めずに一門から大学頭の代理を立てて釈奠を実施させた。そして、寛永9年（1797年）5月には林大学頭及びその名代（一門）に故障がある場合には幕府の儒官が献官として釈奠を取り仕切る方針が決定され、幕府が林家の事情を考慮することなく釈奠を実施できるようになった。同年12月には林家の私塾として運営されてきた湯島聖堂の学問所が幕府直轄とされて聖堂から分離された（昌平坂学問所）。以後も湯島聖堂における祭酒（大学頭）としての林家の地位は維持されたものの、学問所の運営及び釈奠の実施権限は幕府が掌握し、祭酒はその命令下で実務を行うだけの存在となった。更に文久2年（1862年）には祭酒の上に学問所奉行が設置されて更に権限が縮小された。こうした状況下において、寛政12年（1800年）には新たな釈奠の作法書として『釈奠私儀』が作成された。これは、古来の延喜式に基づく釈奠を時代に合わせて一部手直しを加えながら再興させることを意図したものであった。寛政異学の禁、学問吟味の導入、昌平坂学問所設置、湯島聖堂大改築と続いた正学復興の最後を釈奠の再興によって締めくくるものとしたい幕府側と、この改革で伝統的な権威の多くを否定されながらも釈奠の場における主導権を維持したい林家側との思惑の合致の産物であった。また、同年2月の釈奠からは前日に将軍の使者が代参して太刀や黄金などの献上が行われて、幕末まで継続されている。
一方、諸藩の藩校でも元禄年間以後、『庚戌釈菜記』や『釈奠私儀』を手本として釈奠が開くところが増加した。一方、朝廷においては歴代天皇が釈奠復活の志を抱きながらも、財政事情などから果たすことなく幕末に至っている。特に後光明天皇の時には釈奠復興のための方策が検討されたものの、天皇自身の早世によって実現しなかったという。
幕末になると、湯島聖堂の釈奠もまた衰退するようになる。 享和元年（1801年）から慶応3年（1867年）までの67年間に実施された釈奠は87回、中止された釈奠は48回とされる。ただし、中止の理由については記録が残っていないものも多く、反対に幕末の政情不安定期でも年2回の釈奠が通常通り行われている年もある。例えば、慶応3年（1867年）は、2月の釈奠は前年の将軍徳川家茂の喪中のために5月に延ばされたものの実施され、8月の釈奠も26日に当時大坂城にいた将軍徳川慶喜の使者が代参して翌27日には通常通り実施されている（『続徳川実紀』）。この慶応3年8月27日の釈奠が江戸幕府の主催による最後の釈奠となった。
戊辰戦争で優勢となった官軍（明治新政府軍）は湯島聖堂及び昌平坂学問所を接収し、「大学校」に改めた。新たに実権を握った国学者が明治2年（1869年）に釈奠を廃して八意思兼命を祀る「学神祭」を実施したことから、諸藩の藩校も動揺して釈奠を廃止するところが相次ぎ、存続した藩校においても教育改革に伴う公私立学校への転換の過程において廃絶した。なお、1890年代に入ると「教育勅語の奉読」が行われるようになったことにより、教育の場における祭祀・崇敬の対象が天皇へと集約されるようになったことで学校教育における釈奠復活の可能性は消滅し、旧藩校に残されていた孔子廟の中にはそのまま荒廃・消滅するものもあった。

#### 近現代
近代に入ると、儒教の衰退などによって釈奠はほとんど行われなくなった。だが、孔子廟などが残された地域では有志によって釈奠が再興・継続されている事例もある。例えば、湯島聖堂では明治40年（1907年）に孔子祭として再興され、第1回目には昌平坂学問所で学んだ数少ない生存者であった教育者の南摩綱紀が講演を行い、昌平坂学問所の活動や学生の日常生活に関する貴重な証言を行った。現在は斯文会の主催により毎年4月第4日曜日に孔子祭の名称で開かれている。
足利学校では長年、仏教寺院の管理下にあった影響で、江戸時代には「釈奠」と称しながら実際には大般若経の講読が行われるなどといった異質な状況にあったが、明治14年（1881年）に儒教形式の釈奠が再興されて現在では毎年11月23日に行われている。2018年には企画展「釈奠～孔子とその門弟を祀る儀式」を開催した
。
また、九州の多久聖廟（佐賀県多久市）でも毎年4月18日と10月最終日曜日に釈菜の名称で行われている。江戸時代には多久領主が献官（主宰者）を務めていたが、現在では地域の伝統的な祭りとして多久市長が献官を務めるならわしとなっている。
大阪府の道明寺天満宮では明治36年（1903年）に藤澤南岳の首唱により神道式で始められ、現在でも行われている。
また岡山県の閑谷学校では「釈菜」（せきさい）という名称で行われている。

### 平安時代の釈奠
平安時代の中央（大学寮）における釈奠は、中国のそれと同様に斎戒、陳設、饋享（ききょう）、講読、饗宴の5つによって構成されていた。陳設とは供物を供えること、饋享は司祭者（日本では大学頭）が先師先聖の神前で行う祭祀を指す。時期によって多少異なりながらも以下の手順で行われていたと考えられている。
釈奠の当日、上卿が大学寮の廊門座に着座。召使の連絡により大学寮は廟堂の戸を開く。王卿らは起座。手水が用意され、王卿は壇上西辺に昇り手を洗う。弁官や少納言は壇下にて手を洗う（斎戒）。参列者は廟堂内に入り、着席を行い、準備が整えられる（陳設）。続いて、孔子及び孔子十哲の画像に幣帛及び酒食を供えて大学頭が祭文を読んで自ら祭壇の酒を飲み干し、参列者が拝礼すると神人共食のための三献が振舞われる（饋享）。それから参加者は再拝（拝廟）の後に廟堂の西にある都堂に移動してそこで一同列立、博士らは礼服を着用して参入する。音博士が題を読み上げると大学属が如意をとって問者に授け、問者は座を立ち登壇して7種類の儒教経典（『孝経』『礼記』『詩経』『書経』『論語』『易経』『左伝』）の内から順次選定されたテーマによって議論を行う（講読）。この議論を七経輪転講読という。講読の後には饗宴が行われたが、後には大学寮の廟堂で行われる5・6巡の献杯を行う寮宴と都堂に会場を移して行われる百度座（ももどのざ）に分離した。百度座及びその後の宴席は日本独自の宴席であったが、後に寮宴が儀礼化するとともに七経輪転講読の前に行われるようになる（『西宮記』や『北山抄』では講読の後に寮宴が行われたとあるが、『江家次第』では講読の前に寮宴が行われたと記されている）。百度座の終了後に王卿と得業生らが退出して、宴座・穏座が開かれる。宴座には五位以上の参列者が参加し『論語』『孝経』など儒教経典に関する問答が行われていたが、後に儒教（明経道）だけではなく、数学（算道）と法学（明法道）の問答も行われるようになった。これを三道論義と呼ぶ。続く穏座（おんのざ）は大饗や節会の後の穏座と同様にくつろいだ宴が行われ、紀伝道の関係者によって儒教に関連した話題による文人賦詩が行われる。平安時代に8月の釈奠の翌日に内裏で議論する内論議（殿上論義・後朝論義）が恒例化する。これは唐における天子視学の代替的な行事であったと考えられているが、前述のように天子が自ら師に拝礼するという中国における釈奠のあり方とは反対の性格を有していた。

### 現代の釈奠
湯島聖堂では、以下の手順に従って孔子祭（釈奠）が行われている。
1. 参会者である祭主（元は林家当主、現在は斯文会名誉会長または会長が務める）・祭官（神官、現在は神田明神宮司が務める）・司式（司会者）・伶人（雅楽奏者）・その他来賓）が着席。
2. 祭官が参会者をお祓いする「修祓（しゅうふつ）」を行う。
3. 伶人の「奏楽（そうがく）」」に合わせて。祭官が孔子像の到来を伝える「警蹕（けいひつ）」と呼ばれる唸り声を挙げながら、孔子像が安置された厨子の扉を開く（「開扉（かいひ）」）。
4. 祭官が奠幣（てんぺい）を捧げる。奠幣の本来の形式は2反4丈の絹帛5匹であるが、現在は奉書紙を代用している。
5. 祭主が祭文を読み上げる。
6. 来賓の学者（斯文会会員）による講経などを経て閉会の挨拶となる。

なお、多久市のホームページには多久聖廟の釈菜の模様が細かく紹介されている。